# Sleeping with the Past
Sleeping with the Past (englisch für ‚mit der Vergangenheit schlafen‘) ist das 22. Studioalbum des britischen Sängers Elton John. Es erschien ursprünglich am 29. August 1989 und wurde am 11. Juni 1998 mit zwei Bonussongs wiederveröffentlicht.

## Covergestaltung
Das Albumcover zeigt ein Schwarzweißfoto von Elton John (fotografiert von Herb Ritts), der den Kopf in seine Hände gelegt und die Augen geschlossen hat. Links oben bzw. rechts unten befinden sich die rosa Schriftzüge elton john. und sleeping with the past.

## Produktion
Sleeping with the Past wurde von dem englischen Musikproduzenten Chris Thomas produziert, mit dem Elton John schon auf vorherigen Alben zusammenarbeitete. Alle Lieder wurden von Elton John in Zusammenarbeit mit Bernie Taupin, dem er auch das Album widmete, geschrieben.

## Titelliste
1. Durban Deep – 5:32
2. Healing Hands – 4:23
3. Whispers – 5:29
4. Club at the End of the Street – 4:49
5. Sleeping with the Past – 4:58
6. Stones Throw from Hurtin’ – 4:55
7. Sacrifice – 5:07
8. I Never Knew Her Name – 3:31
9. Amazes Me – 4:39
10. Blue Avenue – 4:21

Bonussongs der Wiederveröffentlichung 1998
1. Dancing in the End Zone – 3:54
2. Love Is a Cannibal – 3:51

## Rezeption
| Professionelle Bewertungen | Professionelle Bewertungen |
| -------------------------- | -------------------------- |
| Kritiken                   |                            |
| Quelle                     | Bewertung                  |
| allmusic                   | [ 2 ]                      |

## Kommerzieller Erfolg

### Chartplatzierungen und Singles
Sleeping with the Past stieg am 18. September 1989 auf Platz 75 in die deutschen Albumcharts ein und belegte zwei Wochen später mit Rang 9 die höchste Position. Insgesamt konnte sich das Album 52 Wochen in den Top 100 halten. Erfolgreicher war es u. a. in der Schweiz und im Vereinigten Königreich, wo das Album jeweils die Chartspitze erreichen konnte.
Als Singles wurden die Lieder Healing Hands, Sacrifice, Whispers, Amazes Me und Club at the End of the Street ausgekoppelt. Sacrifice und Healing Hands wurden 1990 als Doppel-Single im Vereinigten Königreich wiederveröffentlicht und zum Nummer-eins-Hit, in dessen Folge das Album dort erst Platz 1 erreichte.
| ChartsChartplatzierungen       | Höchstplatzierung | Wochen |
| ------------------------------ | ----------------- | ------ |
| Deutschland (GfK)              | 9 (52 Wo.)        | 52     |
| Österreich (Ö3)                | 5 (27 Wo.)        | 27     |
| Schweiz (IFPI)                 | 1 (24 Wo.)        | 24     |
| Vereinigte Staaten (Billboard) | 23 (53 Wo.)       | 53     |
| Vereinigtes Königreich (OCC)   | 1 (42 Wo.)        | 42     |

| ChartsJahrescharts (1989) | Platzierung |
| ------------------------- | ----------- |
| Schweiz (IFPI)            | 23          |

| ChartsJahrescharts (1990) | Platzierung |
| ------------------------- | ----------- |
| Deutschland (GfK)         | 45          |

### Auszeichnungen für Musikverkäufe
Im Jahr 1990 erhielt Sleeping with the Past in Deutschland für mehr als 250.000 verkaufte Einheiten eine Goldene Schallplatte. Im Vereinigten Königreich wurde es 1990 für über 900.000 Verkäufe mit dreifach-Platin ausgezeichnet, womit es das kommerziell erfolgreichste Studioalbum des Künstlers in seinem Heimatland ist. Insgesamt erhielt das Album Schallplattenauszeichnungen für mehr als 3,6 Millionen verkaufte Exemplare.
| Land/Region                  | Auszeichnungen für Musikverkäufe (Land/Region, Auszeichnung, Verkäufe) | Verkäufe  |
| ---------------------------- | ---------------------------------------------------------------------- | --------- |
| Australien (ARIA)            | 4× Platin                                                              | 280.000   |
| Belgien (BRMA)               | Gold                                                                   | 25.000    |
| Brasilien (PMB)              | Gold                                                                   | 100.000   |
| Deutschland (BVMI)           | Gold                                                                   | 250.000   |
| Frankreich (SNEP)            | Platin                                                                 | 300.000   |
| Italien (FIMI)               | 2× Platin                                                              | 200.000   |
| Kanada (MC)                  | 2× Platin                                                              | 200.000   |
| Neuseeland (RMNZ)            | 2× Platin                                                              | 40.000    |
| Niederlande (NVPI)           | Gold                                                                   | 50.000    |
| Schweiz (IFPI)               | 2× Platin                                                              | 100.000   |
| Spanien (Promusicae)         | Platin                                                                 | 100.000   |
| Vereinigte Staaten (RIAA)    | Platin                                                                 | 1.000.000 |
| Vereinigtes Königreich (BPI) | 3× Platin                                                              | 900.000   |
| Insgesamt                    | 4× Gold · 18× Platin ·                                                 | 3.545.000 |

Hauptartikel: Elton John/Auszeichnungen für Musikverkäufe